# Kingsford Smith Cropmaster
Die Kingsford Smith KS-3 Cropmaster war ein Agrarflugzeug das aus von der RAAF ausgemusterten CAC-Wackett-Schulflugzeugen durch Kingsford Smith Aviation Service umgebaut wurde.

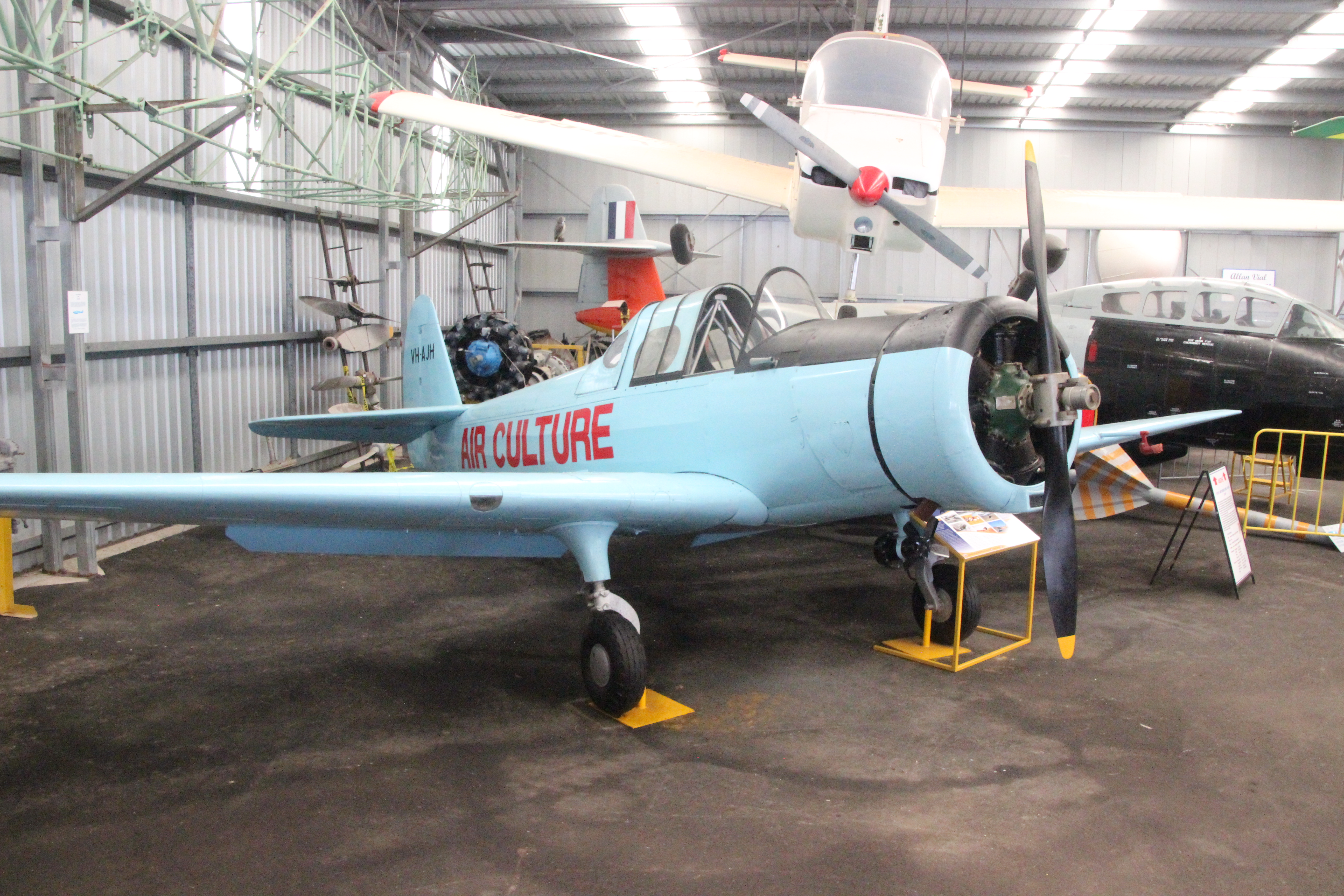
Kingsford Smith Cropmaster im Queensland Air Museum

## Geschichte und Konstruktion
John Brown OBE kaufte 1946 Kingsford Smith Aviation Service (das Unternehmen wurde von Sir Charles Kingsford Smith im Jahre 1933 gegründet) und unternahm mehrere Versuche, ein Agrarflugzeug für australische Verhältnisse zu entwickeln. Da die RAAF ihre Wackett-Schulflugzeuge ausmusterte, standen diese zur Verfügung. Man ergriff bei Kingford Smith die Gelegenheit und baute eine Maschine um. Anstelle des vorderen Sitzes wurde ein Chemikalienbehälter eingebaut und diese Maschine erhielt die Bezeichnung KS-1, nach weiteren Modifikationen wurde sie in KS-2 umbenannt. Diese Konstruktion erwies sich jedoch als ungünstig, da hierdurch die Sicht des Piloten eingeschränkt war, sodass man die Maschine neuerlich umbaute. Der Chemikalienbehälter wurde nun an Stelle des hinteren Sitzes einbaute. Zusätzlich wurden die Tragflächen und das Leitwerk modifiziert. Dies nun KS-3 genannte Maschine startete am 29. November 1957 erstmals. Vier weitere Wacketts wurden zu KS-3 umgebaut. Der Typ wurde weiterentwickelt und daraus von der Yeoman Aviation, einem Tochterunternehmen von Kingsford Smith, die Yeoman Cropmaster weiterentwickelt.

## Technische Daten
| Kenngröße             | Daten                                   |
| --------------------- | --------------------------------------- |
| Besatzung             | 1                                       |
| Länge                 | 7,92 m                                  |
| Spannweite            | 11,28 m                                 |
| Höhe                  | 2,41 m                                  |
| Flügelfläche          | 17,6 m²                                 |
| Flügelstreckung       | 7,2                                     |
| Nutzlast              | 400 l Chemikalien oder Dünger           |
| max. Startmasse       | 1188 kg                                 |
| Reisegeschwindigkeit  | 156 km/h                                |
| Höchstgeschwindigkeit |                                         |
| Dienstgipfelhöhe      |                                         |
| Reichweite            |                                         |
| Triebwerke            | 1 × Warner-Scarab-Sternmotor mit 130 kW |